# Bridgette Andersen
Marriah Bridgette Andersen (Inglewood, 11 luglio 1975 – Los Angeles, 18 maggio 1997) è stata un'attrice statunitense. Ha recitato in "Savannah Smiles" del 1982, per il quale ha ricevuto la sua prima delle quattro candidature ai Youth in Film Award.

## Biografia
Andersen nacque ad Inglewood 11 luglio 1975 da Frank e Teresa Andersen, ed era una lontana parente dello scrittore danese Hans-Christian Andersen.  
Viveva a Malibu, in California, con i suoi genitori, la sorella minore Angelica e due fratelli. Da neonata, Angelica è apparsa in pubblicità televisive per Bank of America e Mervyn's. 
Lettrice fin dall'età di due anni e mezzo, il Havre Daily News ha riportato che l'Andersen di sei anni aveva "un QI straordinario". Il suo autore preferito era Ernest Hemingway e il suo libro preferito era Il vecchio e il mare. A sette anni cominciò la sua carriera come attrice bambina in film e serie televisive. 
Nel 1982 ebbe il ruolo della protagonista Savannah nella commedia Savannah Smiles di Pierre De Moro che la fece conoscere al grande pubblico e nel 1984 venne scelta dal regista Joseph Sargent per interpretare Brooke Houston nel terzo episodio del film Nightmares - Incubi. Nel 1984 venne inizialmente scelta dal produttore Dino De Laurentiis per interpretare la protagonista Charlene "Charlie" McGee nel film Fenomeni paranormali incontrollabili, ma dopo aver visto che era già impegnata nella serie televisiva The Tonight Show Starring Johnny Carson il suo ruolo andò all'astro nascente Drew Barrymore. 
Nel 1987 ebbe il suo ultimo ruolo da protagonista, quello di Suzie nel film Robot con un cuore di Éric Rochat.
Diventata adolescente i suoi impegni nel cinema e nella televisione cominciarono a diradarsi e cadde nel tunnel della droga; la sua ultima apparizione televisiva fu un piccolo cameo nello spot della Pepsi nel Super Bowl XXX del 1996.
Andersen è morta per overdose di oppiacei nel 1997, nella contea di Los Angeles, in California, all'età di 21 anni. Il funerale si svolse presso la Malibu United Methodist Church di Malibù, parte delle ceneri vennero sparse a Zuma Beach a Malibu, mentre il resto fu collocato nel Fir Grove Cemetery a Cottage Grove in Oregon.

## Filmografia
- Savannah Smiles, regia di Pierre De Moro (1982)
- Nightmares - Incubi (Nightamares), regia di Joseph Sargent (1983) - episodio Night of the Rat
- Febbre di gioco (Fever Pitch), regia di Richard Brooks (1985)
- Robot con un cuore (Too Much), regia di Éric Rochat (1987)

## Riconoscimenti
- Candidatura a Young Artist Award 1983: Miglior giovane attrice per Savanna Smiles
- Candidatura a Young Artist Award 1984: Miglior giovane attrice in una serie comica per Gun Shy
- Candidatura a Young Artist Award 1985: Miglior giovane attrice in una serie comica e Guest in una serie televisiva per The Mississippi
- Candidatura a Young Artist Award 1986: Performance eccezionale di un'attrice bambina in uno show o una serie televisiva per Un'estate da ricordare